# Позориште Харис (Чикаго)
Позориште Харрис за музику и плес (познато и Харис позориште за музику и плес, Харрис) је позориште од 1.499 места за извођачке уметности смештен уз северну ивицу Миленијум парка у улици Рандолф у у Чикагу, Илиноис. Позориште, је названо по својим главним доброчинитељима, Џону и Ирвингу Харису. Служи као простор за извођење сценских наступа у затвореном простору, допуна павиљону Чеј Причер одржавају наступи на отвореном у парку.
Позориште је грађено од 2002. до 2003. године иместо је за мале и средње музичке и плесне групе које су раније биле без сталног седишта и нису имале довољно могућности за перформансе у граду. Међу редовним наступима локалних група су Џозеф балет и Чикашка опера.  Позориште омогућује субвенционирање закупа, техничку експертизу и маркетиншку подршку компанијама које га користе.
Позориште Харис угостило је угледне домаће и светске извођаче, као што је прва посета њујоршког балета Чикагу у протеклих 25 година (у 2006). Позориште је почело да нуди претплатничке серије путујућих извођача у сезони петогодишњице од 2008. до 2009. године. Представе кроз ову серију укључивале су балет Сан Францисцо,  Михаил Барисников и Стивен Сондем.
Позориште је заслужно за допринос ренесанси извођачких уметности у Чикагу и повољно је због своје акустике, визуелних линија, просценијума и пружања матичне базе за бројне перформанске организације. Иако се доживљава као место високог калибра за музичку публику, позориште се сматра мање од идеалног за џез групе јер је скупље и веће од већине места на којима се изводи џез. Дизајн је критикован због проблема са протоком саобраћаја, уских грла лифта. Међутим, хвале се истакнута позиција позоришта и његов дизајн, а зидано је тако да се чува Миленијум парк, који се налази у близини. Иако је у првим годинама било притужби на догађаје са високим ценама, програми сезонских карата уведени су у сезони 2009–10.

## Иградња позоришта
Харис позориште је изграђено да испуни потребу за модерним позориштем перформанса у центру Чикага, који би био нови дом за раније путујуће уметничке компаније. Такве трупе никада нису биле сигурне из године у годину где ће моћи наступити; на пример, Чикаго трибјун је 1993. године известио да је шест плесних друштава изгубило свој простор за перформансе током реновирања у Чикашке опере.  Фондација Џон Д. и Катерин Т. Макартур у студији из 1990. године утврдила је потребу за новим позориштем; ново место морало је да буде флексибилно, приступачно и да је технички и физички „најсавременије“. Једном када је препозната потреба, позориште је представљало врхунац, годинама је планирањо од стране чикашких филантропа, уметника, бизниса и владиних лидера, укључујући групе попут Музике барока, које сада редовно наступају. Планом се такође проширио дистрикт извођачких уметности у Чикагу, који је био претежно западно од авеније Мичиген, источно од Мичигенско језера и више га је повезао са културним институцијама Музеј Кампус и Мичиген авенијом.
Позориште Харис налази се у парку Грант, који лежи између језера Мичиген на истоку и петље на западу, а испред позоришта у 19. веку било је предње двориште. Северозападни угао Грант Парка, северно од Монро улице и Института уметности, источно од авеније Мичиген, јужно од улице Рандолпф и западно од Колумбус драјва, били су централна железничка дворишта и паркиралишта Илиноиса до 1997. године када су га претворено у Парк миленијум. Од 2007. године, Милленниум парк прати само поморско пристаниште као туристичку атракцију у Чикагу.
Године 1836. годину дана пре него што је Чикаго основан, Одбор повереника одржао је јавне аукције. Грађани који су желели да се обала језера одржи као јавни отворени простор, убедили су комисионаре да означе земљу источно од авеније Мичиген између улице Рандолф и Парк Ров (11. улица) као јавно тло - уобичајено да остане заувек отворено, чисто и без икаквих зграда или друга објеката. Грант Парк је заувек отворен, јасан и слободан од тада, заштићен законодавством које је потврђено у четири претходне пресуде Врховног суда државе Илиноис. Године 1839. године, амерички секретар Џоел Робертс прогласио је земљу између Рандолф и Медисон улице, источно од авеније Мичиген „јавним тереном заувек празним, без зграда”.
Арон Монтгомери Вард, који је познат и као изумитељ наруџбина поште и заштитник Грант Парка, два пута је тужио град Чикагго како би га приморао да уклони зграде и грађевине из Грант Парка и спречи га у изградњи нових. Године 1890. тврдећи да су власници имања Мичиген авеније градили на парковском земљишту, Вард је покренуо законске радње како би парк остао без нових зграда. Врховни суд државе Илиноис 1900. године закључио је да су сва депонија источно од авеније Мичиген подложна посветама и службеностима.  Године 1909. године, када је желео да спречи изградњу Природног историјског музеја у центру парка, судови су потврдили његове аргументе. Као резултат тога, град има оно што се назива висинска ограничења Монтгомери Варда на зграде и грађевине у парку Грант; високе грађевине нису дозвољене у парку. Због тога је позориште углавном под земљом, док је суседни павиљон Џеј Прицер описан као уметничко дело које се измиче ограничењу висине.
Позориште је названо по својим главним доброчинитељима, Џоном и Ирвингом Харисом, који су за позориште музичког и плесног гледалишта у Чикагу дали зајам од 15 милиона долара (21,3 милиона садашњих долара) и 24 милиона долара (34,1 милион долара) други пут. Веровало се да је то највећа појединачна новчана додела која се икада односи на организацију извођачких уметности у Чикагу. Позоришта Харис је имало дугу историју филантропије у корист уметности.
Позориште Харис дизајнирао је Томас Беби из Хамонд Беби Руперт групе архитеката; његов претходни рад у Чикагу укључује библиотечки центар Харолд Вашингтон и Рајс винг.   Торнтон Томасети је био инжењер грађевине. Зграда се налази на тлу закупљеном од града Чикага и коштала је 52,7 милиона долара. Изградња је почела 1. фебруара 2002. године, а позориште је отворено за употребу 8. новембра 2003. године.

## Архитектура
Надземни улаз у позориште Харис је предворје са стакленим зидовима у улици Рандолфа 205, која се простире на неколико металних и неонских подова у ономе што критичар архитектуре Пулицера, Блер Камин, описује као „вишестрано вратило простора која експлодира од нивоа улице". Позориште и суседни парк Миленијум парк налазе се углавном под земљом, са пролазом који их повезује. Камин такође напомиње да подземни дизајн позоришта и улаз у гаражу Миленијум парк узрокује да многи гледаоци пропусте просторну величину предворја и довео је до жалби на време потребно за спуштање многих степеница до позоришта. Позориште има кровну терасу која је доступна за приватне догађаје.
Позориште Харис налази се испод и директно северно од павиљона Џеј Прицер, места одржавања перформанса Миллнниум парка. Позориште и павиљон су саграђени једно поред другог, отприлике у исто време, уз предност што деле подножје за утовар, просторије за пробе и друге закулисне просторе. Читав аудиторијум налази се у коцки (30,5 м) на коцки са стране, тако да су сва седишта релативно близу бине. апацитет седишта је 1525, са око 600 седишта на главном спрату, 500 седећих за оркестар у висини бине и 400 балконских седишта. Модерно место за оркестар, које се може затворити, може примити 45 музичара. Седишта су прављена од јавора; теписи и зидови имају пригушену шему боја - црну и сиву. Камин је сматрао да је скромна палета погодна за скромну структуру која покушава допунити бујни суседни павиљон.
Просценијум је висок 30 метара, а бочно га постављају челичне рефлекторске куле промера 22,9 м како би се звук био фокусиран и стаблиан. Фаза је широка и дубока 13,7 м, са висином од 22,9 м. Десна удаљеност ван стазе износи 7,9 м, док је лева ван стаза већа 8,5 м. Позориште и акустика позоришта пружају „необично модерно окружење подупрто нерђајућим челиком“ за боље доживљаје представа.
Оригинални дизајн планирао је за већину заштитника позоришта да уђу у позориште са подземне гараже, али негодовање парка Миленијум и суседних фирми узроковао је да већина посетилаца може да улази само са улице. Разматрани су додатни дизачи и покретне степенице за које би било потребно посебно наменско финансирање. Првобитна конструкција није заштитила неке не-јавне просторе од излагања води; ово је коштало чикашке пореске обвезнике милион долара за поправке у 2008. години. Позориште има свој паркинг са 2218 места, које дели са Миленијум парком.

## Извођачи и догађаји
| Сезона                | Музика | Плес   | Укупно |
| 2003–04               | 30,397 | 33,830 | 64,227 |
| 2004–05               | 46,213 | 51,494 | 97,707 |
| 2005–06               | 33,681 | 40,520 | 74,201 |
| 2006–07               | 25,436 | 60,042 | 85,478 |
| 2007–08               | 33,957 | 35,230 | 69,187 |
| Избор: Чикаго трибјун |        |        |        |

Харис позориште је приватна установа која опслужује углавном локалне непрофитне уметничке компаније и пројекте, укључујући оне попут Олд таун школе за народну музику, који спонзоришу турнејске уметнике. Позориште пружа субвенционисану закупнину, техничку експертизу и маркетиншку подршку, те осигурава више од две трећине дневних трошкова коришћења за своје непрофитне кориснике, истовремено пружајући маркетиншке услуге, благајне, кућу и техничке услуге без додатних трошкова. Од 2008. године, позориште се користило у просеку 262 дана у години за 112 различитих представа са публиком са око 65 процената капацитета.
Када се отворило позориште Харис, послужило је као кућно место за десетак оснивачких музичких и плесних група: Чикашки балет, Чикашко оперно позориште, Чикаго Синфнета, Плесни центар Колумбија колеџа Чикага, Хубарт денс, Џефри балет из Чикаго, Опера центар  а америчке уметнике, Музеј мексичког ликовног центра уметности, Позориште плеса Мунту у Чикагу, Музика барока и Олд таун школу за народну музику. Након отварања 2003. године, мале плесне трупе тежиле су извођењу у врхунском позоришту; једна таква трупа, Луна Негра денс постигла је свој циљ и тамо наступила 2006. и 2007. године.
У књизи Фроммерс је 2010. напоменуто да су главне домаће плесне трупе које редовно наступају у позоришту Колумбија колеџ Чикаго, Хјуберт, Џефри, Мунту и Ривер норт Фодорово издање из 2009. године наводи да је седам представа из Музике барока у Позоришту Харис сваке године. Позориште такође организује догађаје музичког фестивала Грант Парк који укључују неколико бесплатних концерата. Према Фромеровом водичу из Чикага из 2005. године, обезбеђивањем редовних манифестација, Харис позориште је такође „подигао профил локалних плесних група” у Чикагу.
Покушај да се олакшају групе за перформансе скромне величине препознали су филантропи; Фондације Џон Д. и Катрин Т. Макартур са седиштем у Чикагу и Фондација Ендру В. Мелон из Њујорка су обезбедили бесповратна средства за позориште. На пример, 2009. године Фондација Макартур дала је позоришту 150.000 долара током три године „у знак подршке субвенционисаном програму коришћења за мање уметничке организације”.
У јесен сезоне 2006-07 позориште Харис било је домаћин Њујоршког балета током пет дана представа које су обележиле прву посету компаније Чикаго у преко 25 година. Ова презентација прикупила је 2,3 милиона долара и завела 600 нових донатора за подршку позоришту, који су нето операцијама и субвенцијама за закуп својих резиденцијалних трупа заложили 800.000 долара. Ово је допринело првој години профитабилности позоришта у фискалној 2007. години; имала је нето приход од 1,3 милиона долара од прихода од 8,2 милиона долара. У јулу 2007. године, Мајкл Баршинков је први пут посетио Чикаго као извођач у седам година, са две представе у позоришту.
Позориште је почело да представља своју музичку серију турнејских група у својој петој сезони (2008–09), што га је ставило у конкуренцију серији Чикашког симфонијског оркестра „Симфонијски центар представља“ и гледалишту Аудиториум у Чикагу. Серија „Харис позориште представља“ била је додатак програмима бројних резиденцијалних уметничких група. Музичка серија позоришта за сезону 2008–09 садржавала је петоконцертну серију класичне музике и плесну серију у представи Сан Франциска и плесно друштво Лар Лубовић. Балет из Сан Франциска најстарија је америчка балетна трупа у Сједињеним Државама и био је широко распрострањен. Многи извођачи за прву претплатничку серију позоришта Харис били су међународно признати уметници.
Линија за другу сезону претплате за Харис позориште 2009–10 обухватала је Мајкла Баршникова, Ланг Ланга, Катлин Бетл и Стивена Сондеима. Харис позориште учествовало је у организацији међународног филмског фестивала у Чикагу. Пре 2008. године, у Театру у Чикагу био је домаћин фестивала годишњег отварања фестивала, али су те године свечаности пресељене у позориште Харис. Позориште је угостило неколико успешних џез наступа, укључујући повратак Николаса Пајтона и прву представу у Чикагу португалског фадо певача Мариза. Године 2005. позориште је било домаћин 14. годишњег светског конгреса о џез плесу, а следеће године је било домаћин „Замисли тапкање!“, која је садржала низ тап-денс стилова.

## Пријем
Позориште Харис било је предмет бројних критика, које вероватно најбоље сажима архитектонски критичар Чикаго трибјуна Блеир Камин, који га описује као „чврст, мада не и неквалификовано успешан”, док му је доделио оцену са две звездице, од могуће четири. Међу материјалима које је напоменуо били су врхунска индустријска естетика, свакодневно уоквиривање бетона, недовољно рафинирана скромна палета и тупи улаз. Међутим, Камин хвали пространи хол и подземни дизајн позоришта као концесију за очување зелене обале Чикага.
Камин такође хвали дизајн просценијума, призоришта и акустику места, што је такође похвалио новинар Трибјуна, Ховард Реич и новинар Чикаго Сан Тајмса Вина Делакома. Реич, који напомиње да позориште има дивну позорницу, позориште описује као благослов како за публику, тако и за уметничке организације, јер његов високи профил музичарима и присутнима даје „тренутну истакнутост и веродостојност“. Реич сматра да је то мање него савршено место за џез музику због његове величине и високих трошкова најма (4750 долара у 2008, плус трошкови за сценске руке). Без обзира на то, Делакома га описује као „задивљујуће лепо место за слушање музике. Његова звучна колевка звучи као баршунаста кутија од драгуља.“
Новинар Трибјуна Крис Џоунс хвали позориште називајући га као  „једину главну чикашку уметничку зграду са дугорочном посвећеношћу равноправном партнерству“ са својим перформанс групама. Други новинар Трибјуна Џон вон Рејн описује позориште као благодат извођачким групама које опслужује и хвали га као врхунско. Такође напомиње да је због успеха позоришта „у стању да представи све већи број ризичних догађаја који понекад пробијају границе, попут којих ће публика чути негде другде у околини“.
Међутим, вон Рејн напомиње да величина позоришта представља изазов пред извођаче који покушавају да попуне своја места, и осећа да претерано наглашавају скупи догађаји. У периоду 2009—2010. године, позориште је увело пар програма снижених карата: покренута је серија улазница од пет долара за плесне представе од 45 минута и програм улазница са попустом од десет долара за лично, само у кешу куповином у последњих 90 минута пре наступа.
Позориште је препознато Америчком наградом за архитектуру 2002. године и Наградом за изврсност институционалног дизајна из 2005. године Америчког института за архитекте у Чикагу. Године 2008. Џон Харис је добила Националну награду за уметност због свог ликовног водства и достигнућа, делимично представљена примером финансирања Харис позоришта са својим покојним супругом.